# Шуттерталь
Шуттерталь (нім. Schuttertal) — громада в Німеччині, знаходиться в землі Баден-Вюртемберг. Підпорядковується адміністративному округу Фрайбург. Входить до складу району Ортенау.
Площа — 50,28 км2. Населення становить 3168 ос. (станом на 31 грудня 2020).